# Agriades glandon
Agriades glandon es una mariposa de la familia Lycaenidae, subfamilia Polyommatinae y tribu Polyommatini. En Andorra se considerada como especie amenazada protegida por ley, no obstante todavía no se ha incluido en la Lista Roja de la UICN.

## Distribución
En Norteamérica se encuentra desde el este de Alaska hasta Terranova y al sur a través de las montañas hasta Washington, el norte de Arizona, y el norte de Nuevo México. En Europa se encuentra en áreas montañosas como los Pirineos y los Alpes, así como al norte lejano. También se encuentra en algunas partes de Rusia, incluyendo Siberia y Kamtxatka.

## Descripción
Es una pequeña mariposa con las alas superiores de color azul, bañado de color gris o beige y rodeadas de una línea blanca. Por debajo también está impregnada de moratón amarillento, con el mismo borde blanco; las alas anteriores están adornadas con manchas negras rodeadas de blanco y las alas posteriores con una línea submarginal de manchas blancas, algunas con un poco de amarillo al centro.
Tiene una envergadura alar de entre 17 a 26 mm. Los adultos vuelan de mediados de mayo hasta septiembre, dependiendo de la ubicación.
Las plantas nutrícias incluyen especies de Astragalus (incluyendo Astragalus alpinus), especies de Androsace (incluyendo Androsace bungeana y Androsace septentrionalis), Soldanella, Diapensia lapponica, Vaccinium y especies de Saxifraga (incluyendo Saxifraga bronchialis, Saxifraga spinulosa y Saxifraga oppositifolia).

## Subespecies
- Agriades glandon glandon (Pirineo, Alpes)
- Agriades glandon. aquilo (Europa ártica y Canadá ártico)
- Agriades glandon aquilina (Tundra polar de Siberia)
- Agriades glandon wosnesenskii (Srednesibirskoe, noroeste de Siberia, Kamtxatka)
- Agriades glandon centrohelvetica (Suiza)

## Galería

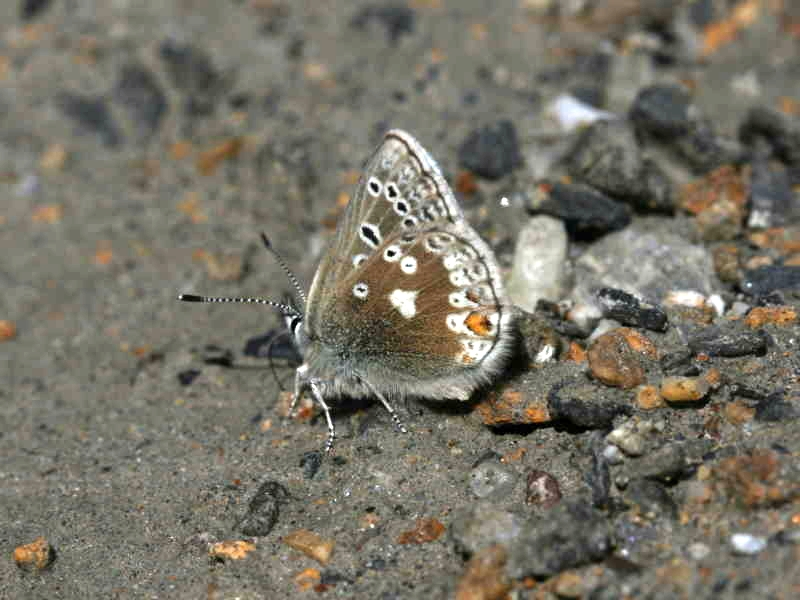
Agriades glandon
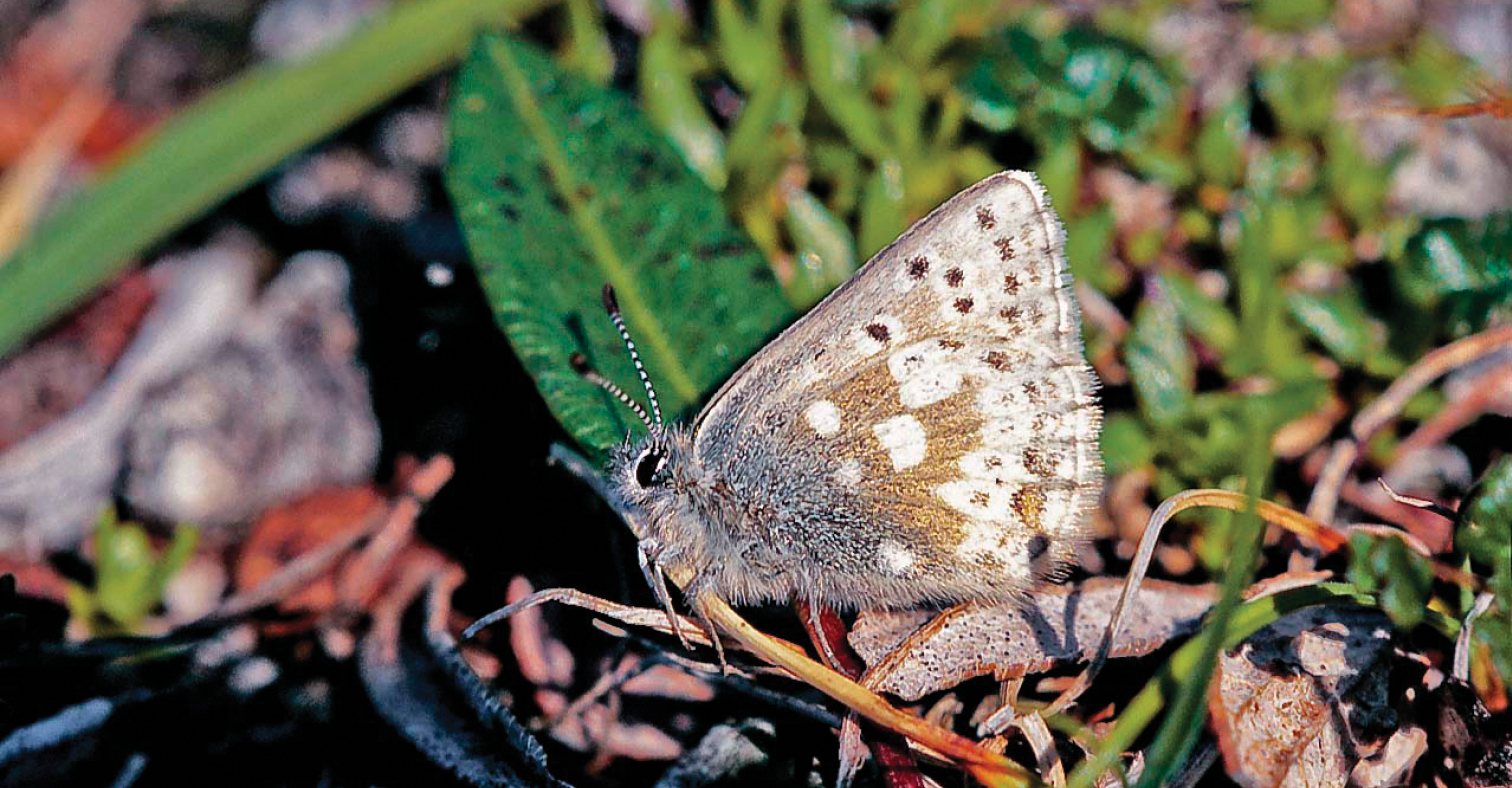
Agriades glandon